# Shozo Kawasaki
Shozo Kawasaki (en japonés: 川 崎 正 蔵, 2 de diciembre de 1837 - 2 de diciembre de 1912) fue un emprendedor y constructor naval japonés.
Fundó Kawasaki Heavy Industries, Ltd.

## Biografía
Nacido en Kagoshima de un comerciante de kimonos, Kawasaki Shōzō se convirtió en comerciante a la edad de 17 años en Nagasaki, el único lugar en Japón que luego se abrió a Occidente. Comenzó un negocio de envíos en Osaka a los 27 años, que fracasó cuando su barco de carga se hundió durante una tormenta. En 1869, se unió a una empresa azucarera de las Islas Ryukyu, establecida por un samurái de Kagoshima, y en 1893, investigó las rutas de azúcar y mar de Ryukyu a Ryukyus a solicitud del Ministerio de Finanzas. En 1894, fue nombrado vicepresidente ejecutivo de Japan Mail Steam-Powered Shipping Company, y logró abrir una ruta marítima a Ryukyu y transportar azúcar al Japón continental. 
Kawasaki Heavy Industries, Ltd. remonta sus orígenes a 1878, cuando Kawasaki estableció el astillero Kawasaki Tsukiji en Tokio, Japón. Dieciocho años después, en 1896, se incorporó como Kawasaki Dockyard Co., Ltd.